# Tribunal Supremo de Singapur

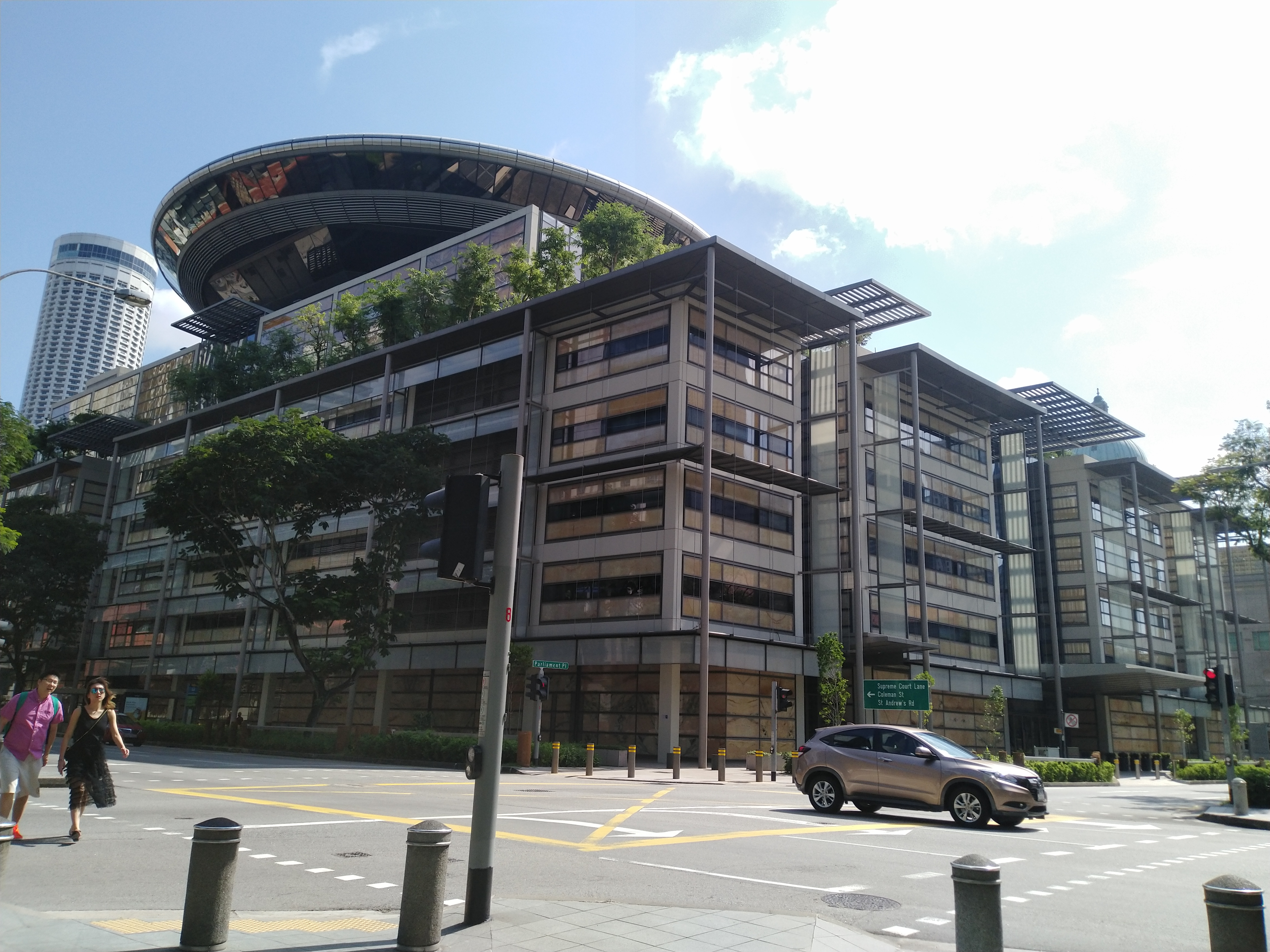
Tribunal Supremo de Singapur en 2018.

El Tribunal Supremo de la República de Singapur es una de los dos niveles del sistema de tribunal en Singapur, el otro nivel serían las Cortes Estatales.
El Tribunal Supremo consta del Tribunal de Apelación y el Tribunal supremo atendiendo asuntos civiles y criminales. El Tribunal de Apelación atiende ambas apelaciones, civiles y criminales del Tribunal supremo. El Tribunal de la apelación también puede decidir un punto de la ley reservada para su decisión por el Tribunal supremo, así como cualquier punto de ley del interés público que surja en el curso de una apelación de un recurso de apelación de un tribunal dependiente del Tribunal supremo, el cual ha sido reservado por el Tribunal supremo para la decisión del Tribunal de Apelación.
La jurisdicción del Tribunal Superior es la siguiente: en general, se inicia un caso civil en el Tribunal Superior si el objeto de la reclamación excede de S $ 250.000. Los asuntos de sucesiones son tratados en la Corte Suprema si el valor de la herencia excede de S $ 3 millones o si el caso involucra el cierre de una concesión extranjera. Además, los casos secundarios en los procedimientos familiares con activos de S $ 1,5 millones o más son atendidas en el Tribunal Superior.
Los casos criminales que implican ofensas que llevan a la pena de muerte y generalmente aquellos punibles con encarcelamiento para un plazo que supera diez años son procesados en el Tribunal supremo. No disponibles las ofensas son generalmente probadas en el Tribunal supremo. Como regla de pulgar, el Tribunal supremo en Singapur tiene inherente jurisdicticcón para probar todos los asuntos dentro de Singapur.
- Datos: Q3001103
- Multimedia: Supreme Court of Singapore / Q3001103